# حال (حکمت)
حال‏ (انگلیسی: State)، لفظ حال به معانی متقاربی از قبیل کیفیت، مقام، هیئت، صفت، و صورت اطلاق می‌شود.

## حال
اگر مقصود از حال، کیفیت باشد، شأن آن، این است که پس از ظهور کیفیت جدید، زایل شود، اما اگر این کیفیت ادامه یابد و ملکه شود، مقام نامیده می‌شود.
به این جهت منطقیان گفته‌اند: حال کیفیتی است که با سرعت زایل می‌شود، مثل حرارت، سرما، خشکی و رطوبت که عارض چیزی شده باشد.

## ابن سینا
شیء توسط فصل به انواع خود تقسیم می‌شود و توسط اعراض، به حالات مختلف تقسیم می‌شود.
اگر لفظ حال به هیئت نفسانی اطلاق شود دال بر آغاز حدوث این هیئت است پیش از آنکه در نفس رسوخ یابد، و اگر راسخ گردید ملکه نامیده می‌شود.
آنچه از آن (یعنی هیئت نفسانی) ثابت باشد، ملکه نامیده می‌شود، مثل علم و صحت و آنچه زودگذر باشد، حال نامیده می‌شود مثل خشم شخص بردبار.

## ملکه و صفت
فرق ملکه و صفت این است که ملکه دلالت بر معانی راسخ، ثابت و دائم می‌کند، در حالی که صفت اعم از آن است؛ زیرا صفت، به آنچه در حکم حرکات است نیز اطلاق می‌شود، مانند روزه، نماز و امثال آن،
در نظر فیلسوفان قدیم، حال اعم از صورت است؛ زیرا در نظر آنان، حال بر عرض نیز صادق است اما صورت فقط بر جوهر صدق می‌کند.
در نظر متکلمان، حال به معنی چیزی بین وجود و عدم است و صفتی است که ذاتاً نه موجود است و نه معدوم، اما قائم به موجود است. مانند عالمیت که نسبت بین عالم و معلوم است.

## دکارت
در نظر رنه دکارت و باروخ اسپینوزا، حال یکی از کیفیات (اعراض) جوهر است. کیفیات بر دو قسم است: کیفیات ذاتی ثابت که شیء را بی‌وجود آنان، نمی‌توان تصور کرد و آنها را محمولات گویند.
و کیفیات عرضی متغیر که آنها را احوال می‌نامند. مثال نوع اول امتداد ماده و مثال نوع دوم اشکال آن است. به این جهت حال به این معنی در مقابل محمول است؛ زیرا محمول ذاتی جوهر است در حالی که حال غیر ذاتی است.

## حالت شعوری
حالت شعوری، در اصطلاح متجددان عبارت است از حادثه نفسانی شعوری، مثل احساس، عاطفه و اراده. اما حالت نفسانی کیفیتی است که در موقع معینی عارض نفس شود.

## حالت طبیعی
حالت طبیعی صفتی است که متعلق به دوران‌های ابتدائی انسان است. و نیز حالتی است که انسان پیش از تعلیم و تربیت بدان حالت است. در این مورد است که کودک را به انسان ابتدائی تشبیه کرده‌اند.
حالت طبیعی را به حال انسان، پیش از نظم اجتماعی، اطلاق کرده‌اند و نیز به معنی حالتی به کار برده‌اند که اگر جانب تربیت افراد مهمل گذارده شود و در وضع قوانین اجتماعی کوتاهی شود، و در تثبیت قوانین محکم و قاطع سستی شود، جامعه به آن حال باز خواهد گشت.